# Poritia ampsaga
Poritia ampsaga är en fjärilsart som beskrevs av Hans Fruhstorfer 1912. Poritia ampsaga ingår i släktet Poritia och familjen juvelvingar. Inga underarter finns listade i Catalogue of Life.